# Сан-Пау
Госпиталь Сан-Пау (кат. Hospital de la Santa Creu i Sant Pau) — больничный комплекс в Барселоне (район Эль-Гинардо), построенный в 1901—1930 гг.  по проекту архитектора Луиса Доменека-и-Монтанера. Вместе с дворцом каталонской музыки составляет объект Всемирного наследия ЮНЕСКО. 

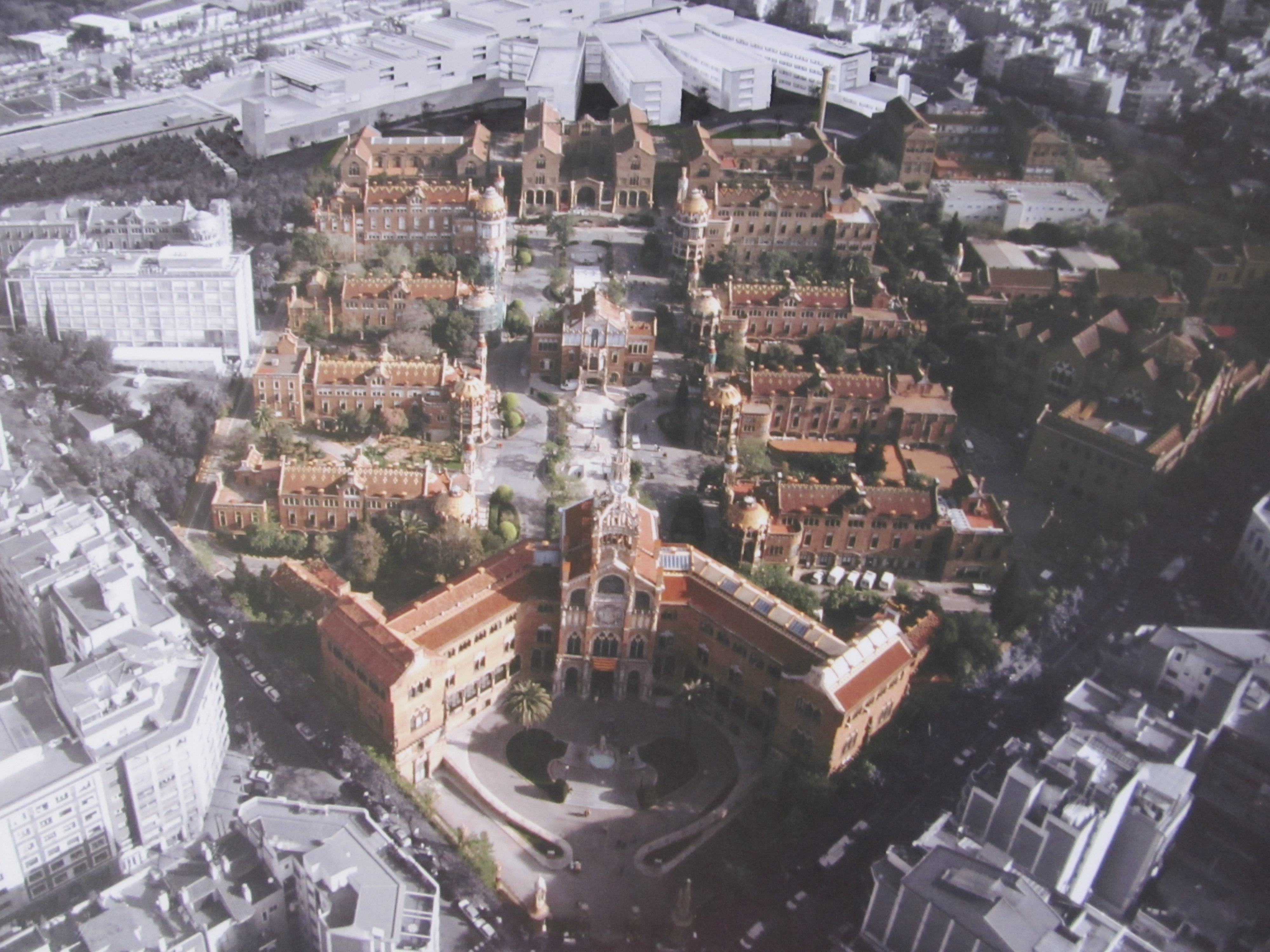
Общий вид комплекса

Хотя современное здание датируется XX веком, сама больница Святого Павла была основана ещё в 1401 году при объединении шести средневековых барселонских лечебниц. В 1991 году была награждена женералитетом Каталонии крестом св. Георгия. 
Деньги на строительство больничного комплекса завещал каталонский финансист Пау Гил (исп. Pau Gil Serra; 1816—1896), который распорядился ликвидировать основанный им банк с тем, чтобы вырученные средства пустить на благотворительные цели. Согласно его воле больница должна была получить его имя и соответствовать лучшим архитектурным и технологическим решениям того времени. 
Считается, что корпуса, спроектированные Доменеком-и-Монтанером в причудливой смеси модерна и неоготики, опередили своё время. Архитектор разделил больницу на отделения, объединенные подземными ходами. Весь ансамбль строился тридцать лет и был открыт при участии короля Альфонсо XIII. 
В 2003 году к северу от старых корпусов были возведены новые. В архитектурном памятнике больница функционировала до июня 2009 года, после чего была закрыта на переоборудование в культурный центр и музей под эгидой ООН.

## Ссылки

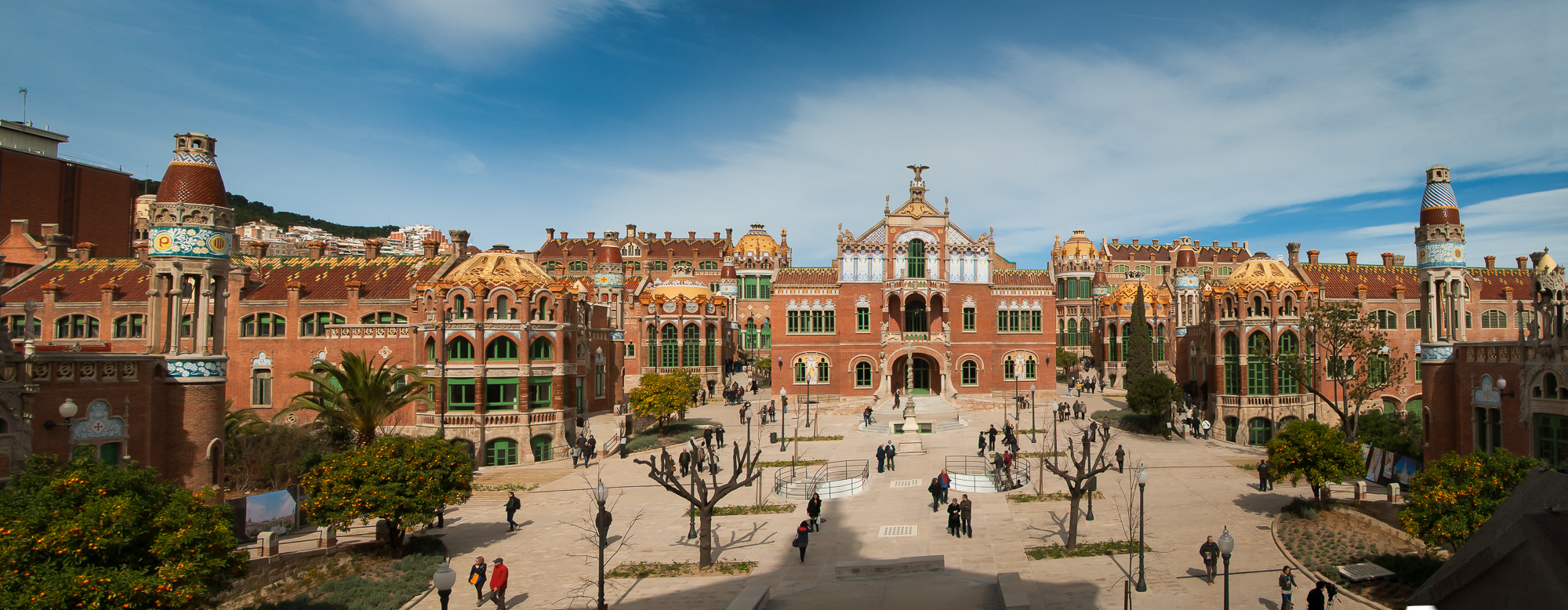